# École des pêches du Nouveau-Brunswick
L'École des pêches du Nouveau-Brunswick est un établissement d'enseignement collégial situé dans le port de Caraquet. Elle fut fondée en 1959. Les équipements de l'école incluent un simulateur de pêche et de navigation, une piscine (ouverte au public) pour l'enseignement de la sécurité en mer, un Centre de mesures d'urgence en mer inauguré en 1976, un Centre aquacole ainsi qu'une timonerie.
L'école, administrée par le Collège communautaire du Nouveau-Brunswick (CCNB), offre des formations accréditées par Transports Canada menant à un certificat permettant de pratiquer les métiers de pêcheur, d'officier de pont ou de contrôleur de qualité dans les usines de transformation. Du perfectionnement professionnel en matière de mesures d'urgence en mer, de sécurité maritime, de navigation, de salubrité (transformation des produits marins est aussi livré à l'École des pêches. Le CCNB-Péninsule acadienne y offre aussi une série d'autres formations.

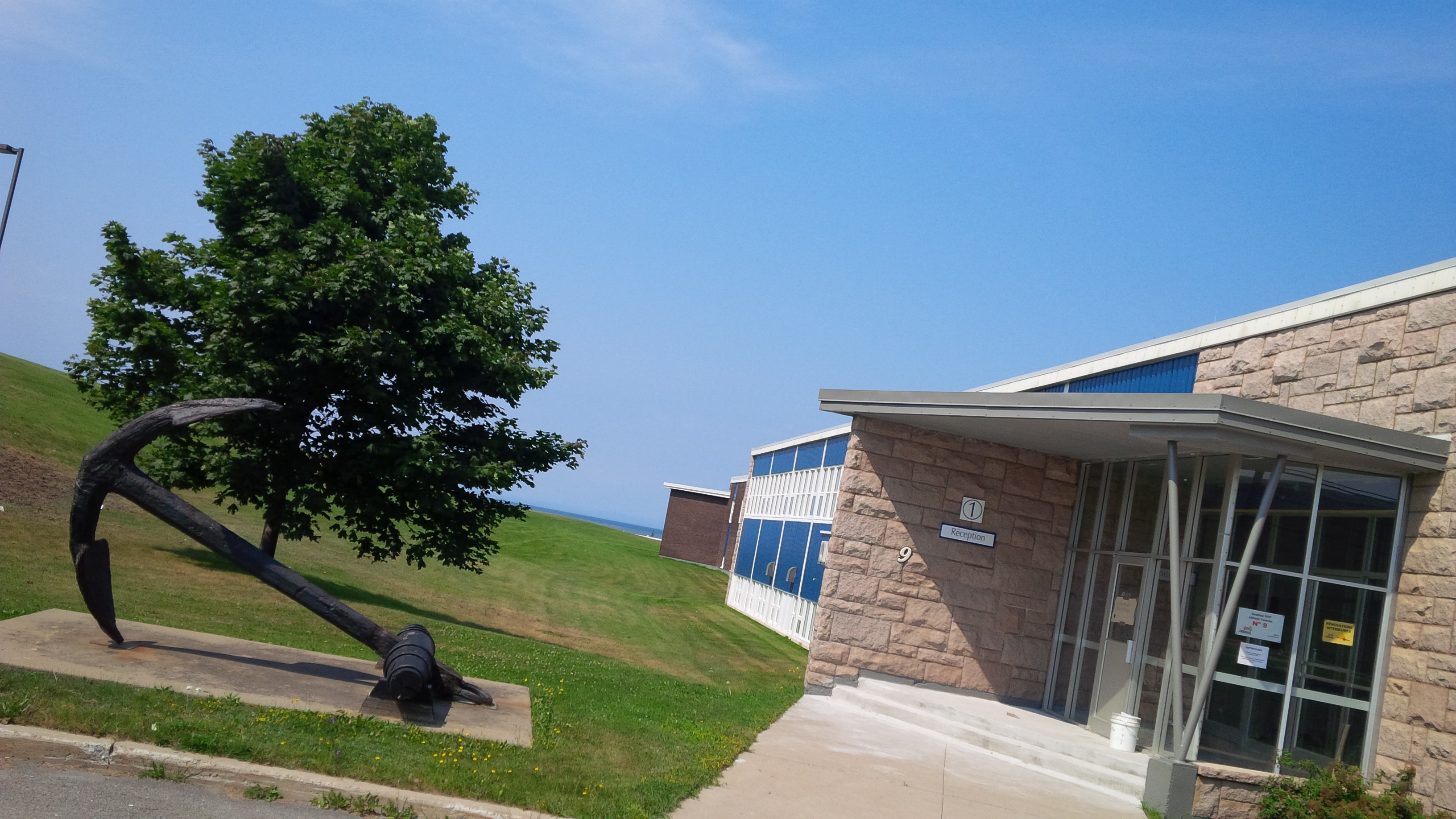
École des pêches du Nouveau-Brunswick, Caraquet
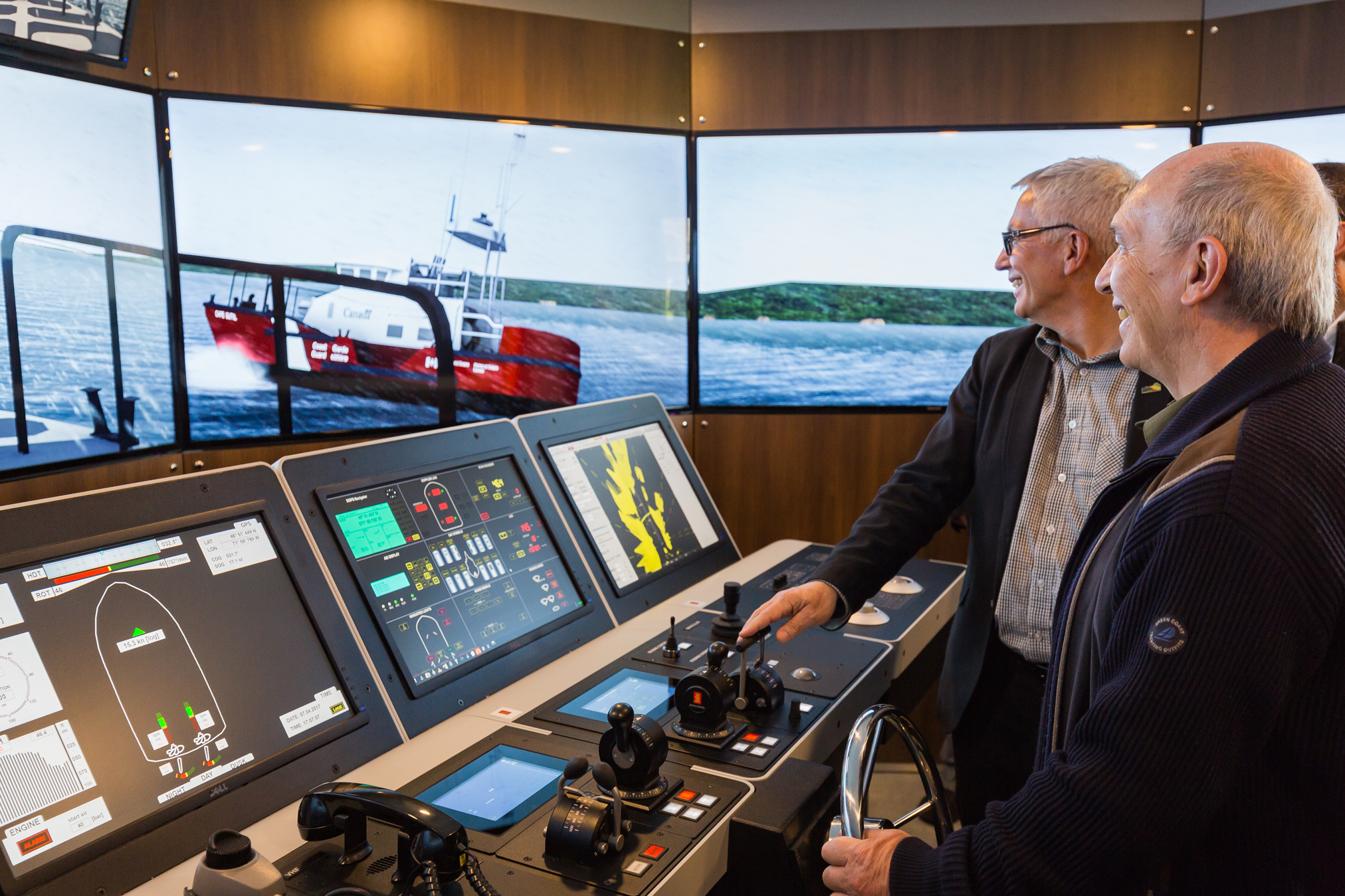
Inauguration des nouveaux simulateurs de navigation en mai 2017 à l'École des pêches du Nouveau-Brunswick, Collège communautaire du Nouveau-Brunswick - Campus de la Péninsule acadienne à Caraquet
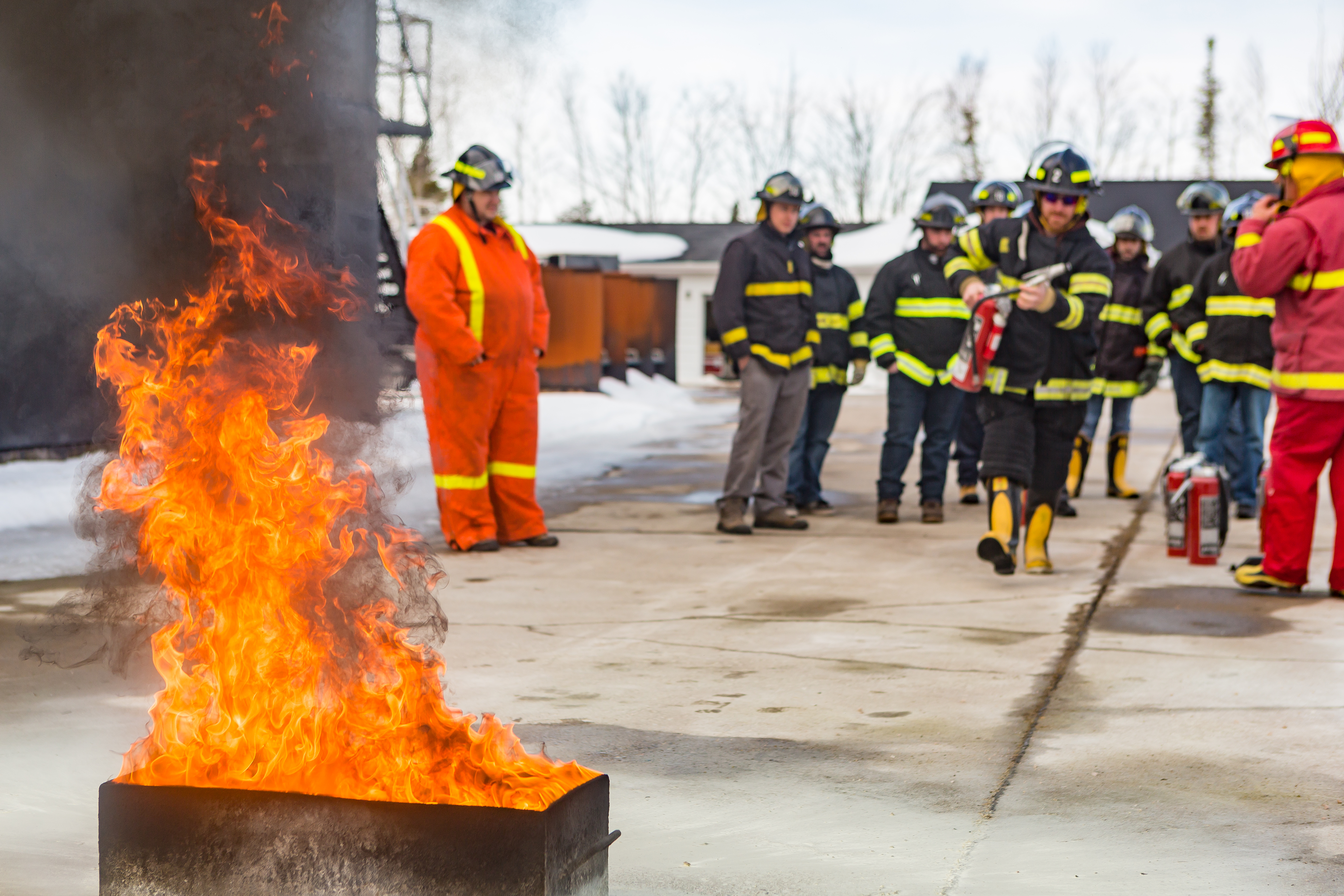
École des pêches du Nouveau-Brunswick, Centre de mesures d'urgence en mer inauguré à Caraquet en 1976
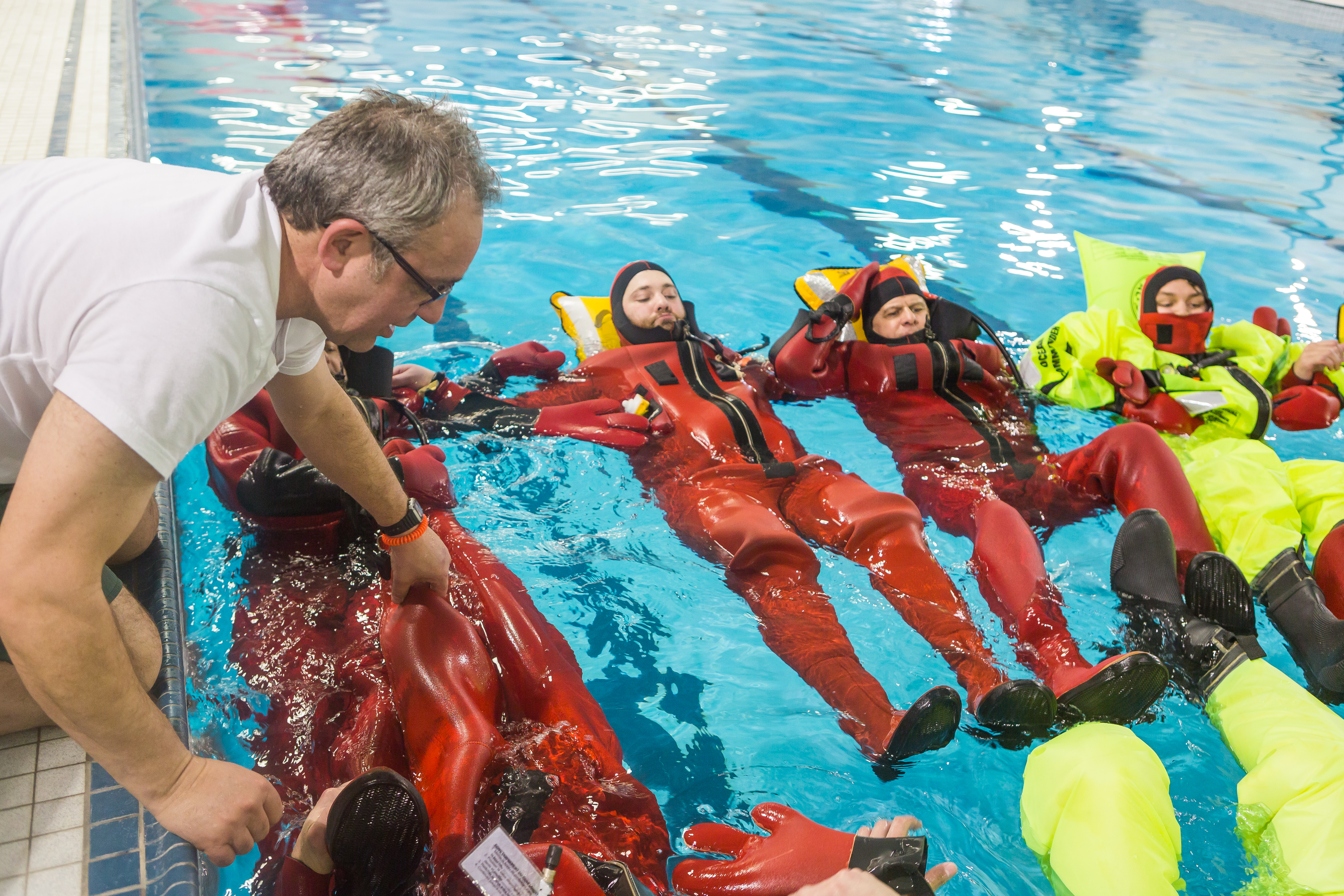
École des pêches du Nouveau-Brunswick à Caraquet  CCNB - Campus de la Péninsule acadienne
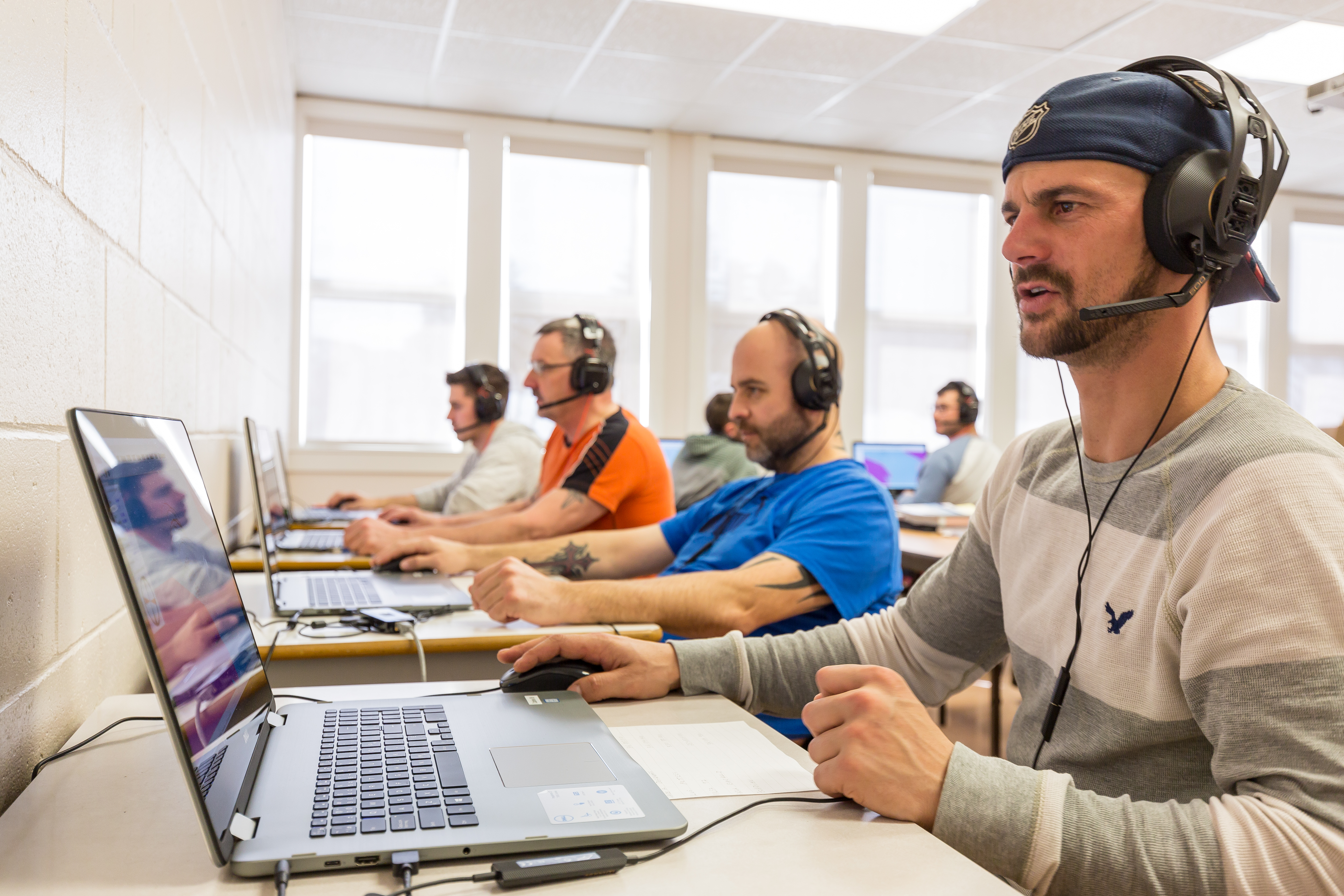
École des pêches du Nouveau-Brunswick à Caraquet Collège communautaire du Nouveau-Brunswick
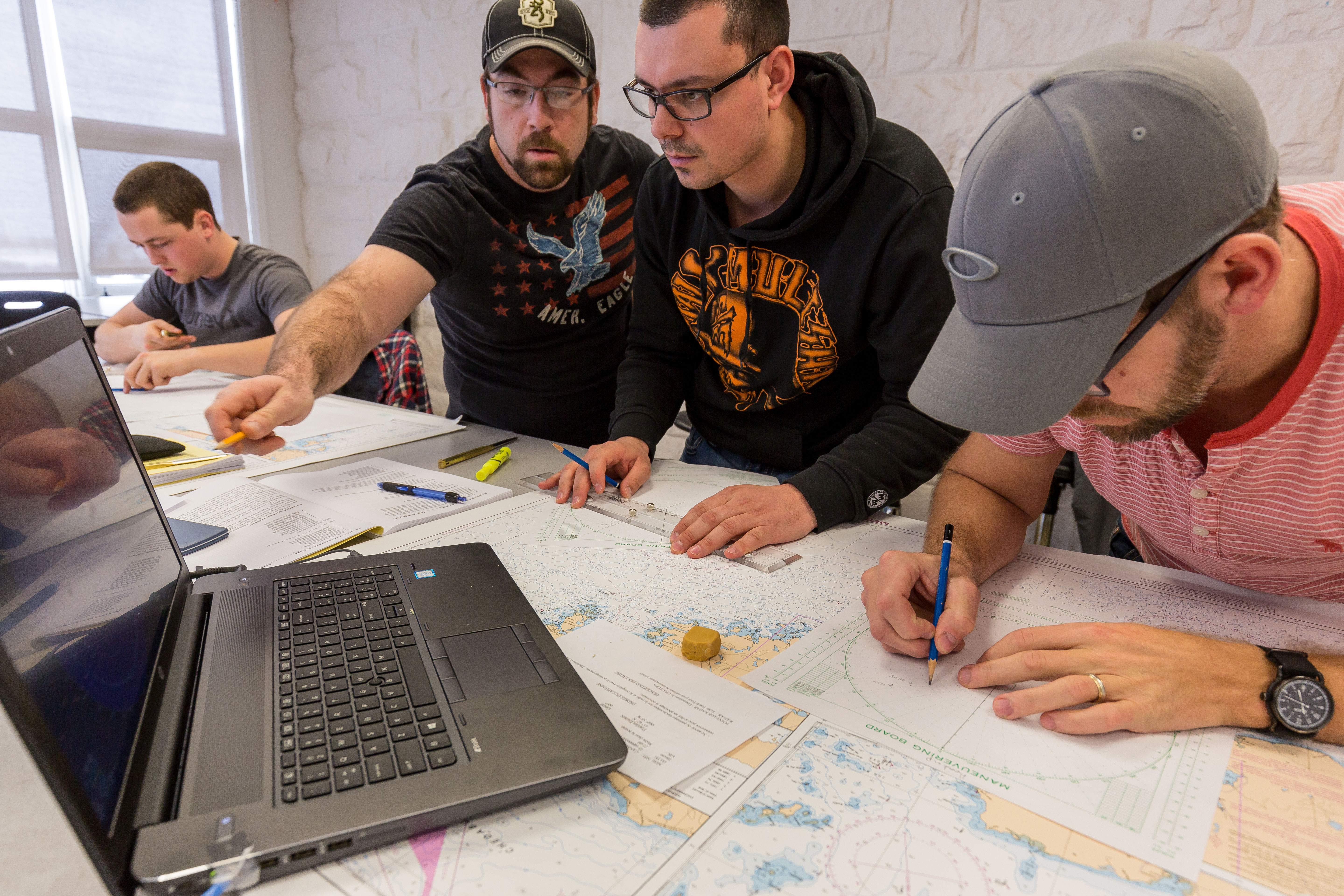
Formation navigation maritime - École des pêches du Nouveau-Brunswick
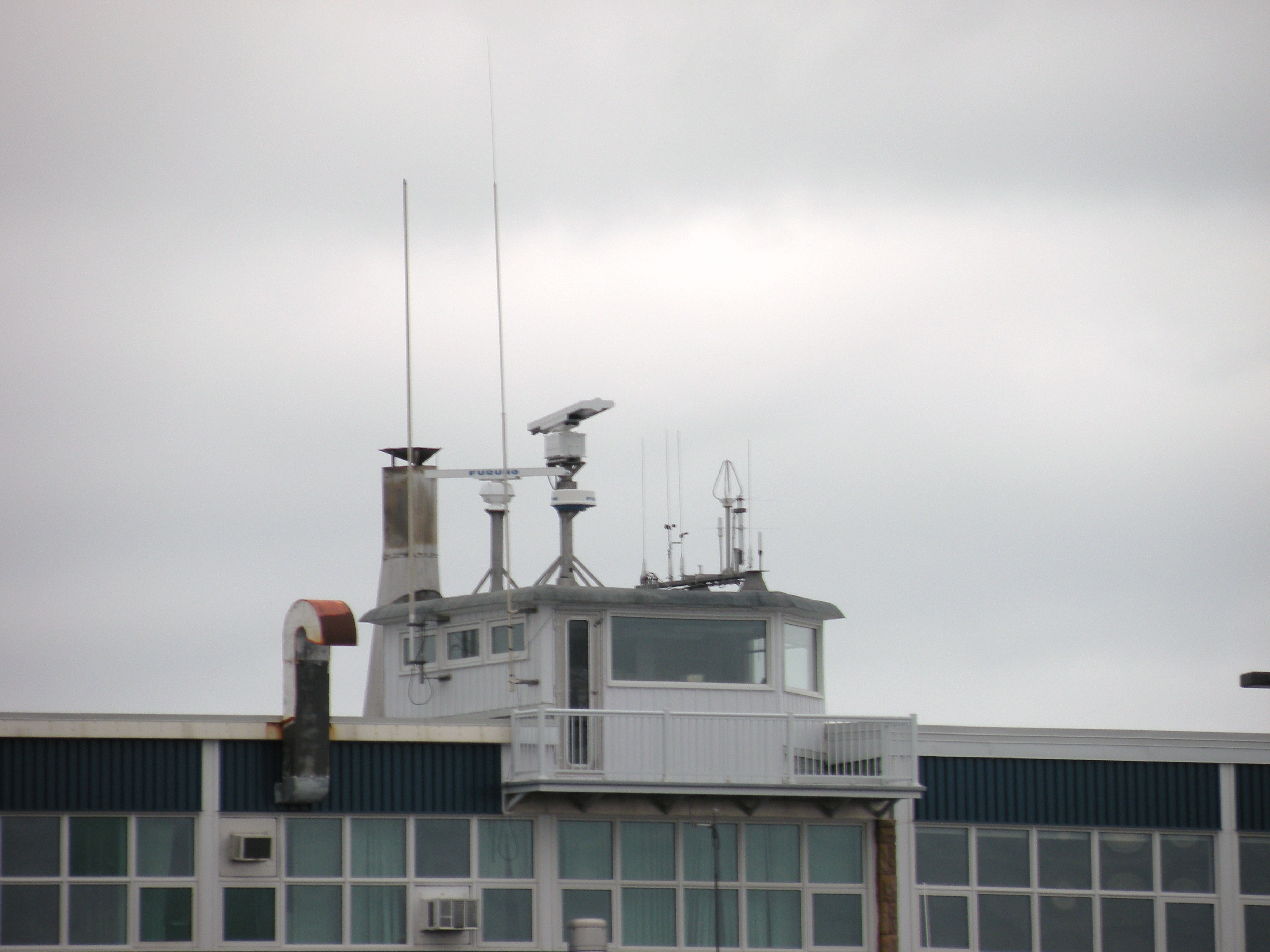
Timonerie
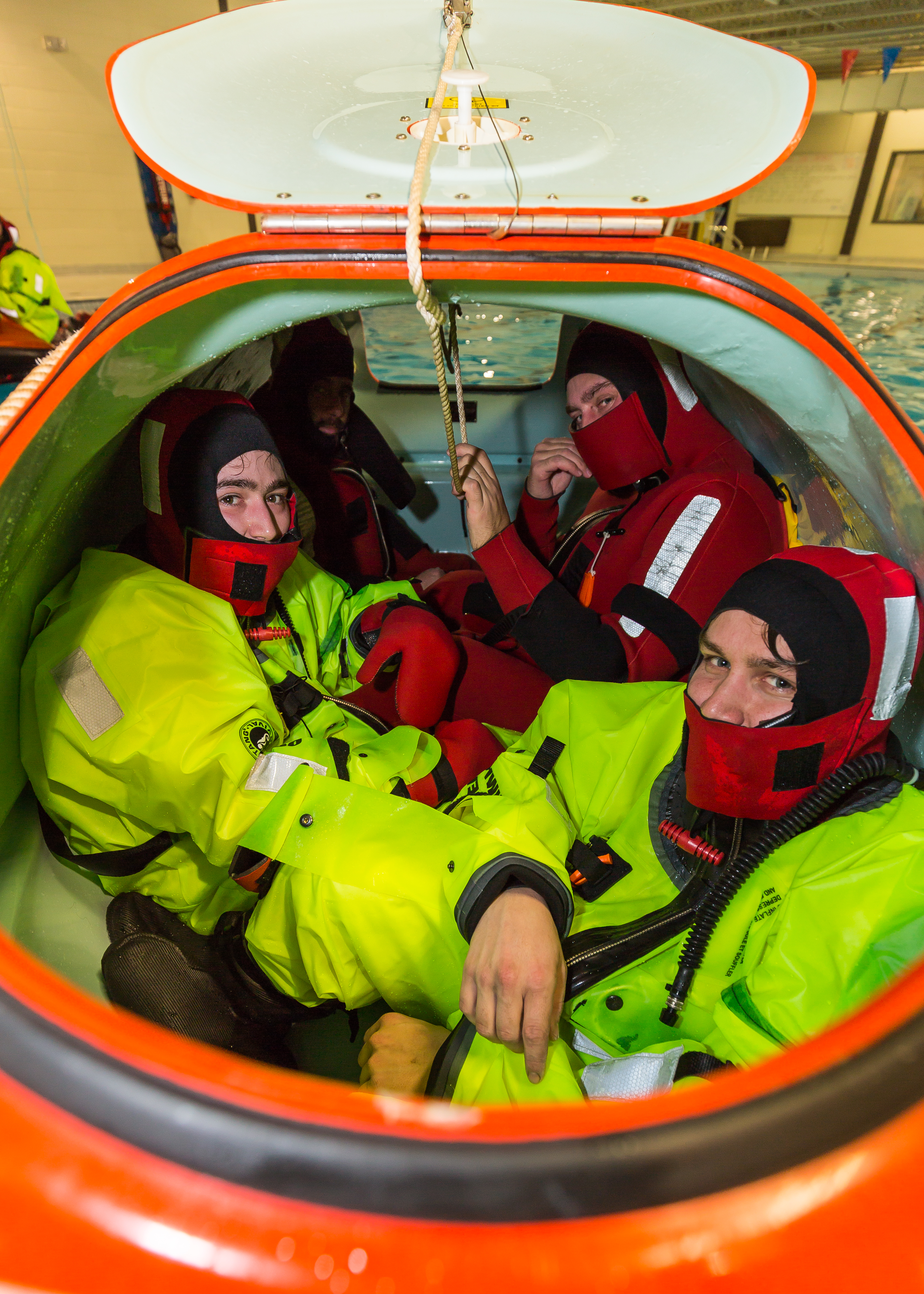
Formation sécurité en mer (radeau de sauvetage) Piscine Gérard-Saint-Cyr
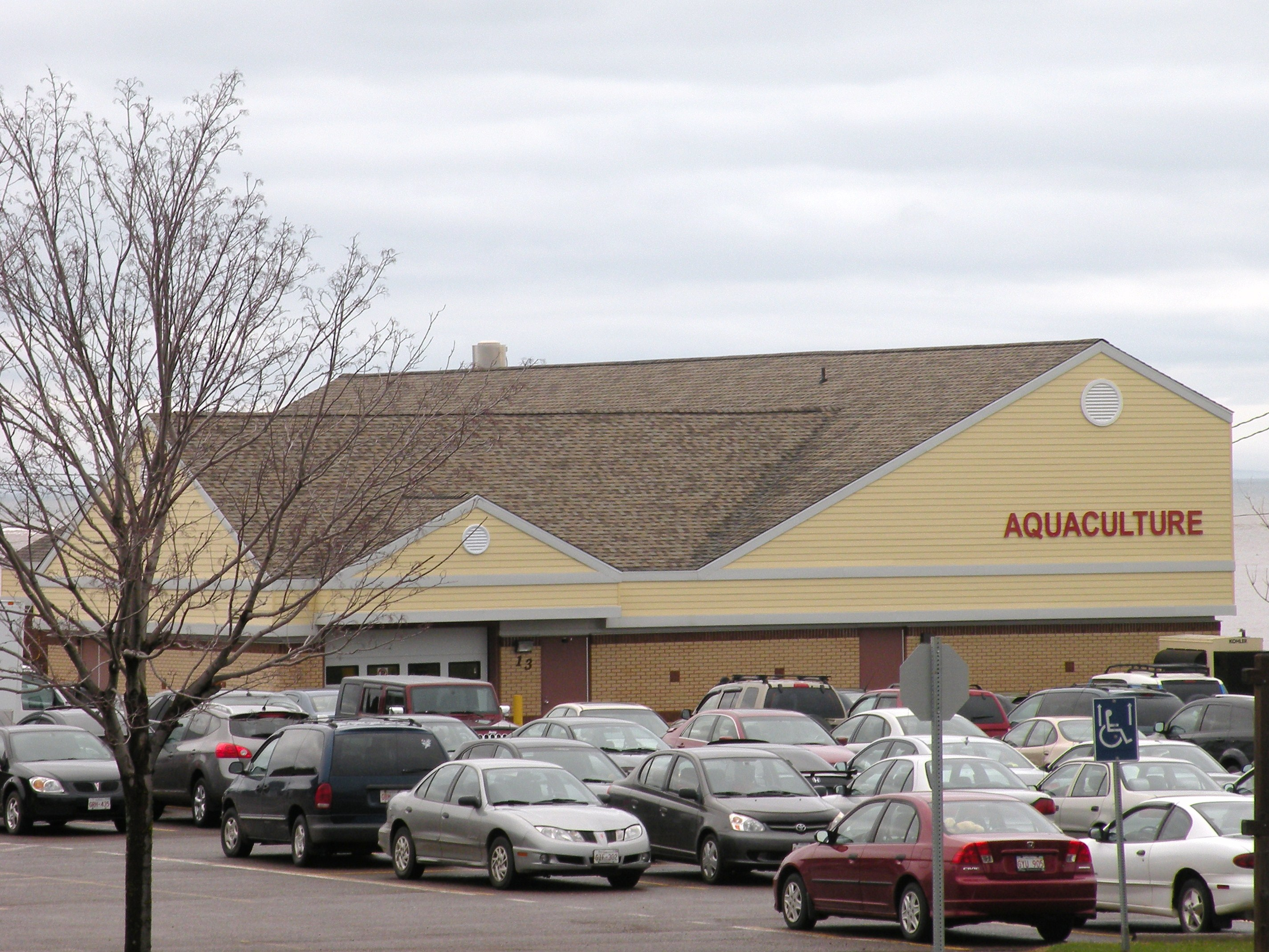
Pavillon de l'aquaculture